# Кокарик (Теренозецький сільський округ)
Кокари́к (каз. Көкарық) — село у складі району Турара Рискулова Жамбильської області Казахстану. Входить до складу Теренозецького сільського округу.
У радянські часи село називалось Кок-Арик або Екпенди.
Населення — 560 осіб (2021; 588 у 2009, 595 у 1999, 605 у 1989).